# Red Bat
Red Bat (en portugués como Morcego Vermelho) es un personaje de los cómics de Disney creado en Brasil por el guionista Ivan Saidenberg. Es un alter ego de Patoso, un superhéroe bizarro; su nombre se utiliza popularmente en países de habla portuguesa (pero también, en raras ocasiones, en italiano, cuando incluye algunas apariciones junto con el llamado en italiano Paperinik. En las historias estadounidenses y otras en inglés se llama Red Bat -haciendo juego lingüístico el bat o murciélago de Batman y con la escritura española de pato y la pronunciación inglesa más frecuente de duck = pato).
 Por lo general, lleva una capa roja como Superman y un traje gris como la serie de televisión de Batman de los años 1960 con Adam West. Él suele actuar en la noche oscura y siempre tropieza en alguna basura hacerlo furioso y despertar al vecindario cama.

## Otras Apariciones
Red Bat fue parte del grupo de superhéroes llamado Club de Heroes apareció en Italia en el albo mensual de Paperinik, que también contenía las aventuras de los otros personajes. Liderados por Vespa Vermiglia, personaje creado por Paul Murry para la historia de América, estaban operando, además de Red Bat, incluyendo a Paperinik, Paperinika, Super Goof, Super Gilberto, Ungenio Tarconi, y su novia brasileña de Gloria, Paperfly, en su condición de superhéroe llamada Farfalla Purpurea (Mariposa Púrpura). En la serie de superhéroes fueron llamados para ayudar a Jefe O'hara o Mickey Mouse, para combatir a los criminales como Aguilucho o Mancha Negra, y otros, ya han aparecido en otras historias de Disney.